# Moulins à vent du Campo de Cartagena
Pour les articles homonymes, voir Cartagena.
Les moulins à vent du Campo de Cartagena (espace naturel au Nord de Carthagène, en Espagne) sont un ensemble de constructions édifiées principalement pour la mouture grâce à l'énergie éolienne. Il y en a dans toutes les communes de cette plaine : Cartagena, Fuente Álamo, La Unión, Los Alcázares, Mazarrón, San Javier, San Pedro del Pinatar, Torre-Pacheco et aussi dans certaines communes rurales de Murcie situées au sud de la Sierra de Carrascoy, comme Sucina.

## Typologie
La majeure partie de ces moulins ont été construits entre le 18e et le 19e siècle mais la plupart d'entre eux tombent en ruines car ils sont abandonnés. Leur caractéristique principale est l'usage de la voile latine à la place des pales. On distingue quatre types de moulins :
- les moulins à farine ;
- les moulins à sel ;
- les moulins à huile ;
- les moulins dédiés à l'extraction de l'eau.

## Protection et restauration
Après une longue période pendant laquelle ils ont été laissés à l'abandon, cet ensemble de moulins à vent a reçu le 4 décembre 1986 la protection juridique au titre de bien d'intérêt culturel en Espagne. Le 26 juin 1998, ils sont inscrits dans la catégorie culturelle de la liste indicative du patrimoine mondial de l'UNESCO, au sein d'un ensemble dénommé « Moulins à voiles de la Méditerranée ».
Le 16 septembre 2014, les moulins à vent du Campo de Cartagena sont inscrits sur la liste rouge du patrimoine en danger de l'association Hispania Nostra.

### Interventions
Malgré leur abandon, certains de ces moulins ont été restaurés.
- À Carthagène : le vieux moulin de Zabala, entre 1999 et 2019[3], et ceux de la Puebla, la Palma, le Pozo Estrecho et d'Alumbres.
- Des restaurations ont aussi été faites à Torre-Pacheco en 1991 comme celles du moulin Pasico[4], à Hortichuela[5] ou encore celui du Tío Pacorro en 1997[6].

## Galerie

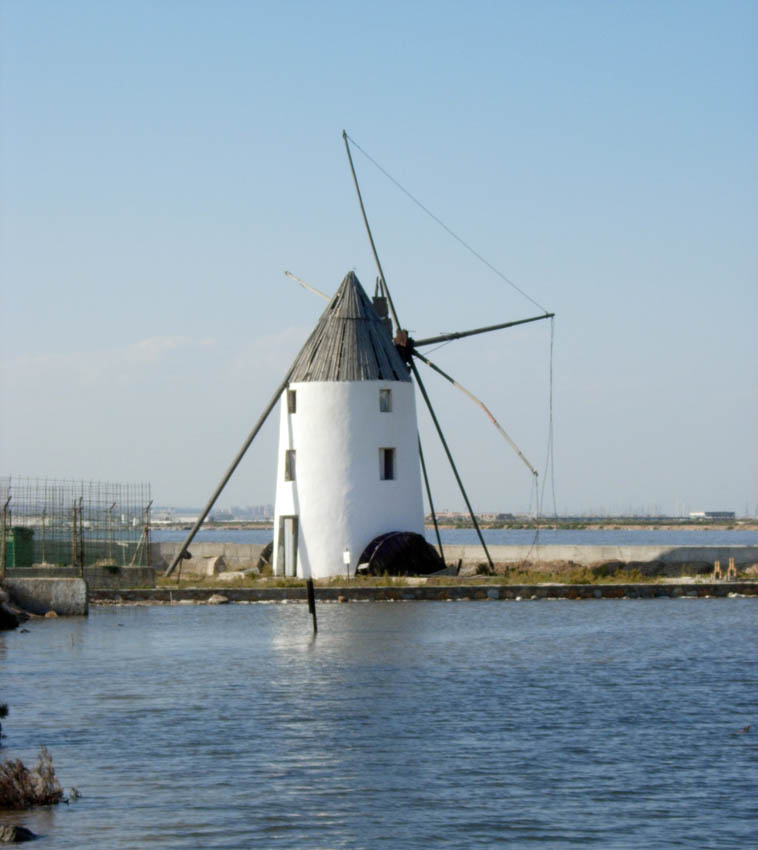
Moulin de la Ezequiela de San Pedro del Pinatar
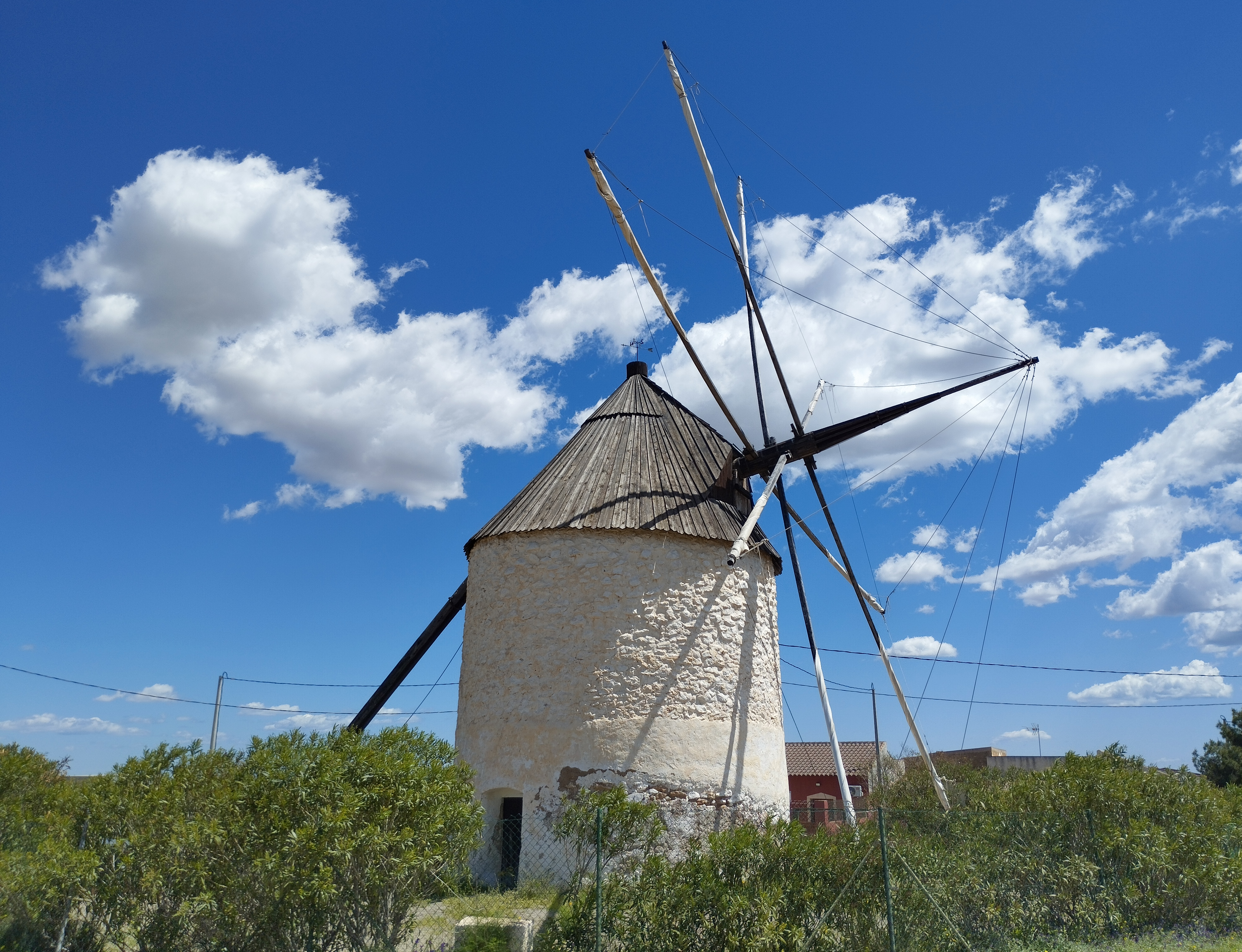
Vieux moulin de Zabala à Perín
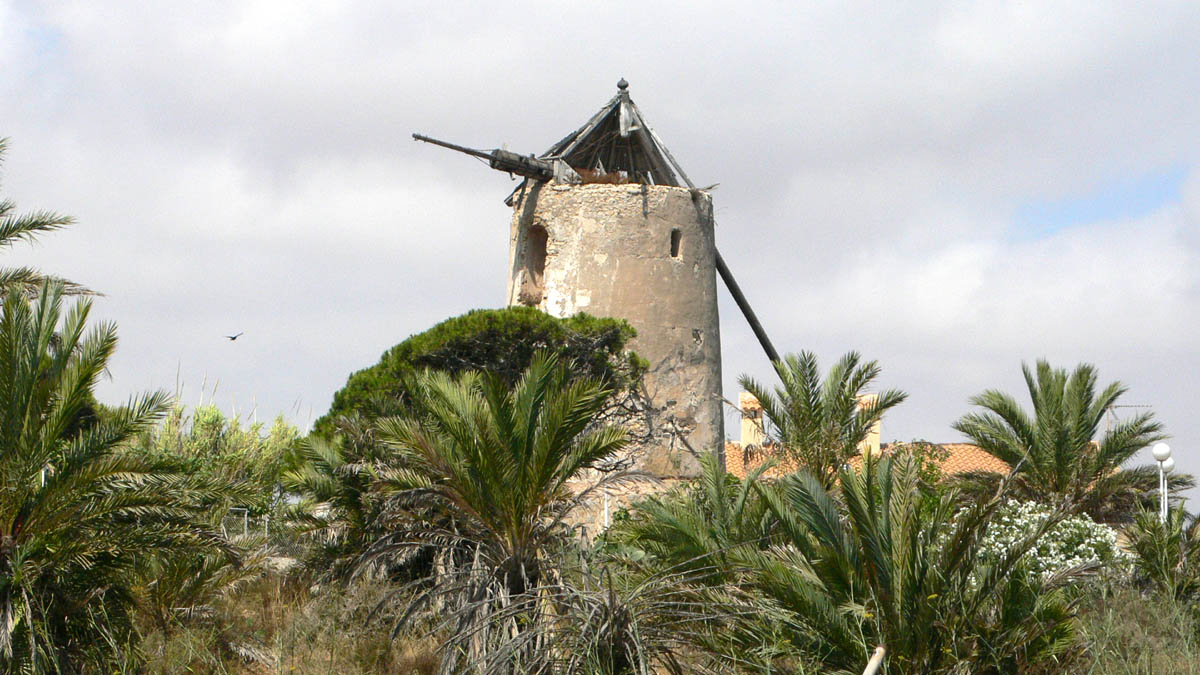
Moulin en ruines à Cabo de Palos
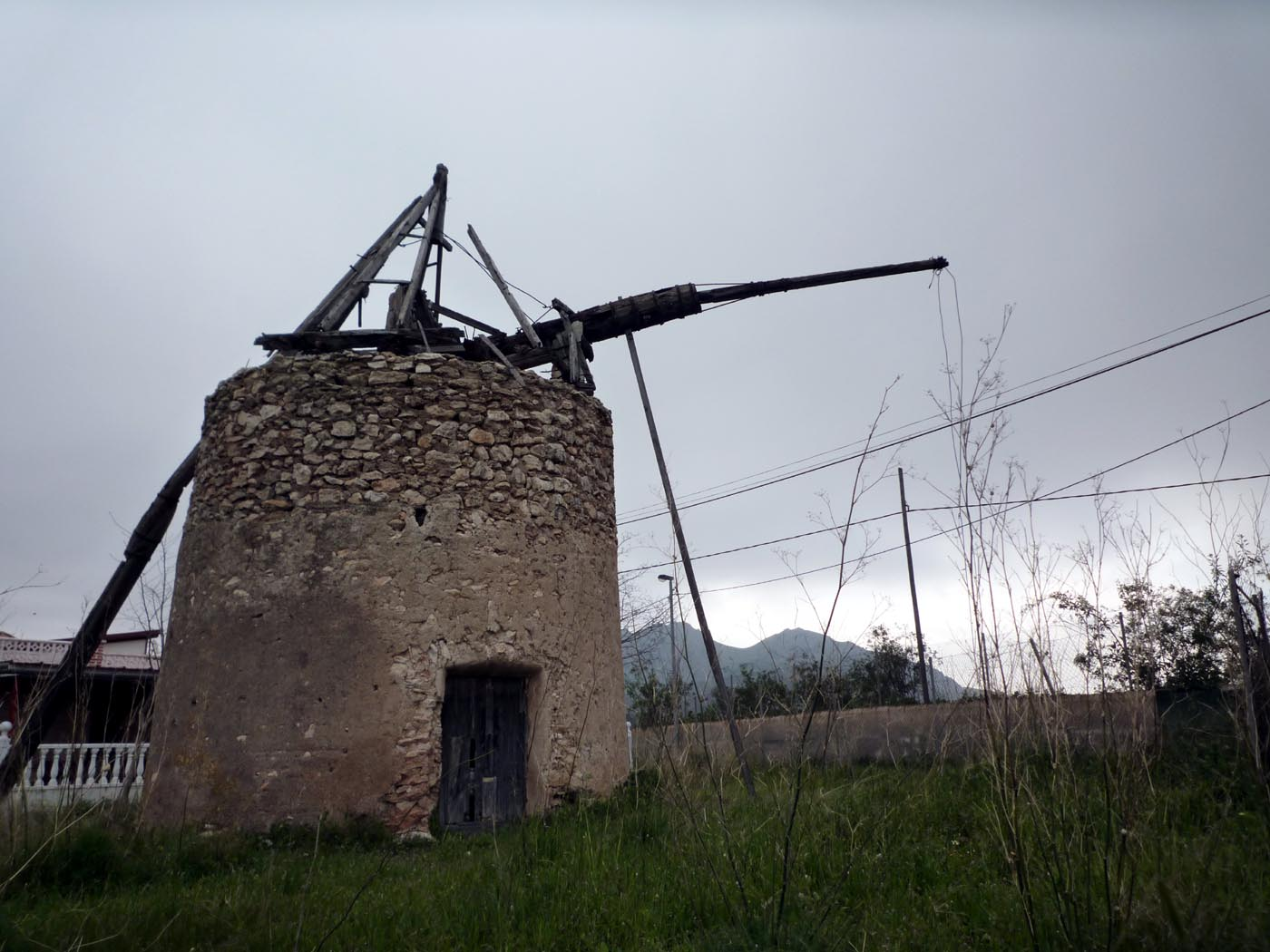
Moulin en ruines à Galífa